# 中东航空
中东航空（阿拉伯語：طيران الشرق الأوسط）是黎巴嫩的国家航空公司，总部设在贝鲁特，並以贝鲁特-拉菲克·哈里里国际机场作為枢纽。
中东航空是阿拉伯航空运输组织的成员。2006年初，中东航空表达了加入天合联盟的意愿。在法国航空的赞助下，中东航空於2012年6月28日正式加入天合联盟。

## 歷史
中東航空由薩伯·沙勒姆（Saeb Salam）於1945年5月31日成立，由英國海外航空（BOAC）提供營運及技術支援，於1946年1月1日，由3架de Havilland DH.89A Dragon Rapides飛機正式開始營運，首條航線是來往貝魯特與尼科西亞；稍後亦開辦伊拉克、埃及及敍利亞的航線。1946年中，2架DC-3飛機加入機隊。
1955年，泛美航空取代英國海外航空成為中東航空的最大股東持有人。同年10月，引入一架Vickers Viscount飛機，並於1957年6月租賃首架Avro York貨機。1960年12月15日，為數4架的哈維蘭彗星4C型客機陸續投入服務。
1963年6月7日，中東航空與Air Liban合併，法國航空持有30%的股份，初期名稱為Middle East Airlines Air Liban。同年，中東航空亦接管黎巴嫩國際航空（Lebanese International Airways），並引入卡拉維爾客機（Sud Aviation Caravelle）以更新機隊；同年4月，3架波音720B投入服務，1966年1月租賃一架維克斯VC10型飛機，1967年11月引入波音707-320C。
中東航空現有的名稱Middle East Airways（MEA）在1965年11月透過完全與Air Liban合併而正式確立。雖然曾在1967年六日戰爭及1968年以色列黎巴嫩衝突中中斷運作，但很快就回復過來。1969年6月24日，美國航空轉贈一架康維爾CV-990A客機予中東航空，恢復營運。1975年6月，一架波音747-200B客機飛行貝魯特至伦敦航線服務。之後，因黎巴嫩局勢不穩，中東航空營運再次中斷，直至1990年局勢平定後才告恢復。
1993至94年，空中巴士A310投入服務，稍後更多空中巴士的飛機（包括A320、A321、A330等）加入機隊。並於2001年進行重整。
2006年9月7日，以色列終止對黎巴嫩為期8周的航空制裁，4日後（9月11日），中東航空恢復所有原有的航班升降。
中東航空於貝魯特國際機場引入自助辦理登機手續櫃位，同時準備與其餘6間阿拉伯地區航空公司組成地區聯盟，他們在貝魯特股票交易市場（Beirut Stock Exchange，BSE）的股價將有10-20%的浮動，並打算私有化。
黎巴嫩的中央銀行Banque du Liban持有中東航空99.37%的股權，是最大的股權持有人。截至2007年3月，共有僱員2,437人。

## 通航城市
截至2012年，中東航空的目的地如下：

### 亞洲
- 黎巴嫩
  - 貝魯特（樞紐）
- 塞浦路斯
  - 拉納卡
- 約旦
  - 安曼
- 科威特
- 卡塔爾
  - 多哈
- 沙特阿拉伯
  - 达曼
  - 吉達
  - 利雅得
- 阿拉伯聯合酋長國
  - 阿布扎比
  - 杜拜

### 歐洲
- 丹麥
  - 哥本哈根（季節性）
- 法國
  - 巴黎戴高樂國際機場
  - 尼斯（季節性）
- 德國
  - 法蘭克福
- 希臘
  - 雅典
- 意大利
  - 羅馬達文西國際機場
  - 米蘭马尔彭萨机场
- 瑞士
  - 日內瓦
- 土耳其
  - 伊斯坦堡
- 英國
  - 倫敦希斯罗機場

### 非洲

#### 北非
- 埃及
  - 开罗國際機場

#### 西非
- 科特迪瓦
  - 阿比让-阿比让國際機場
- 加纳
  - 阿克拉
- 尼日利亚
  - 拉各斯
  - 卡諾市

## 機隊

### 現役

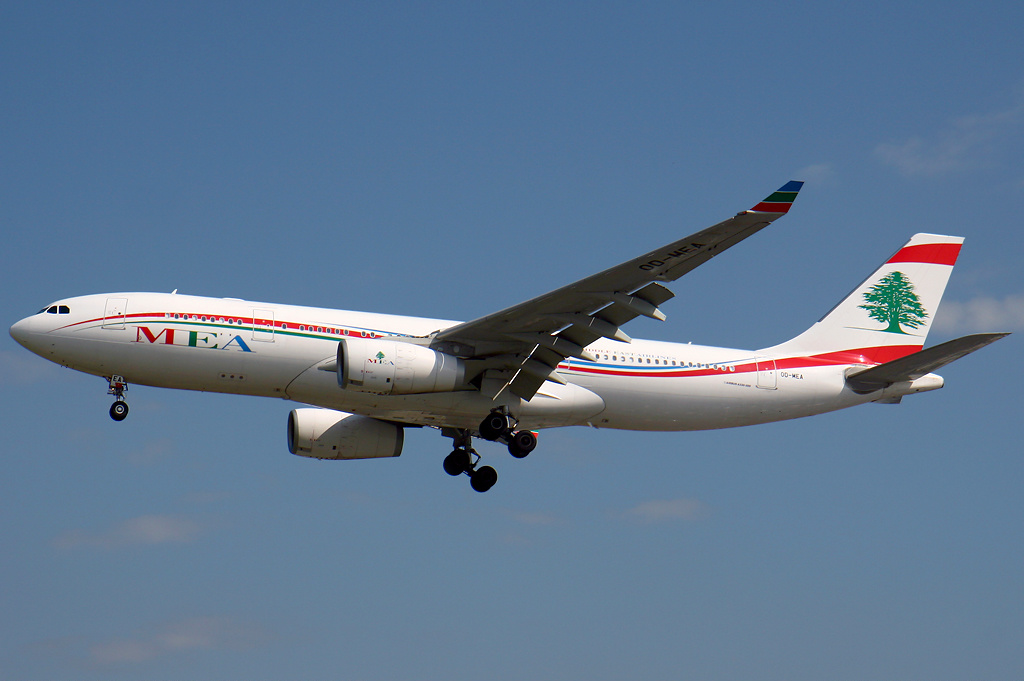
中東航空的A330-200即將降落於倫敦希斯路機場（2009年）

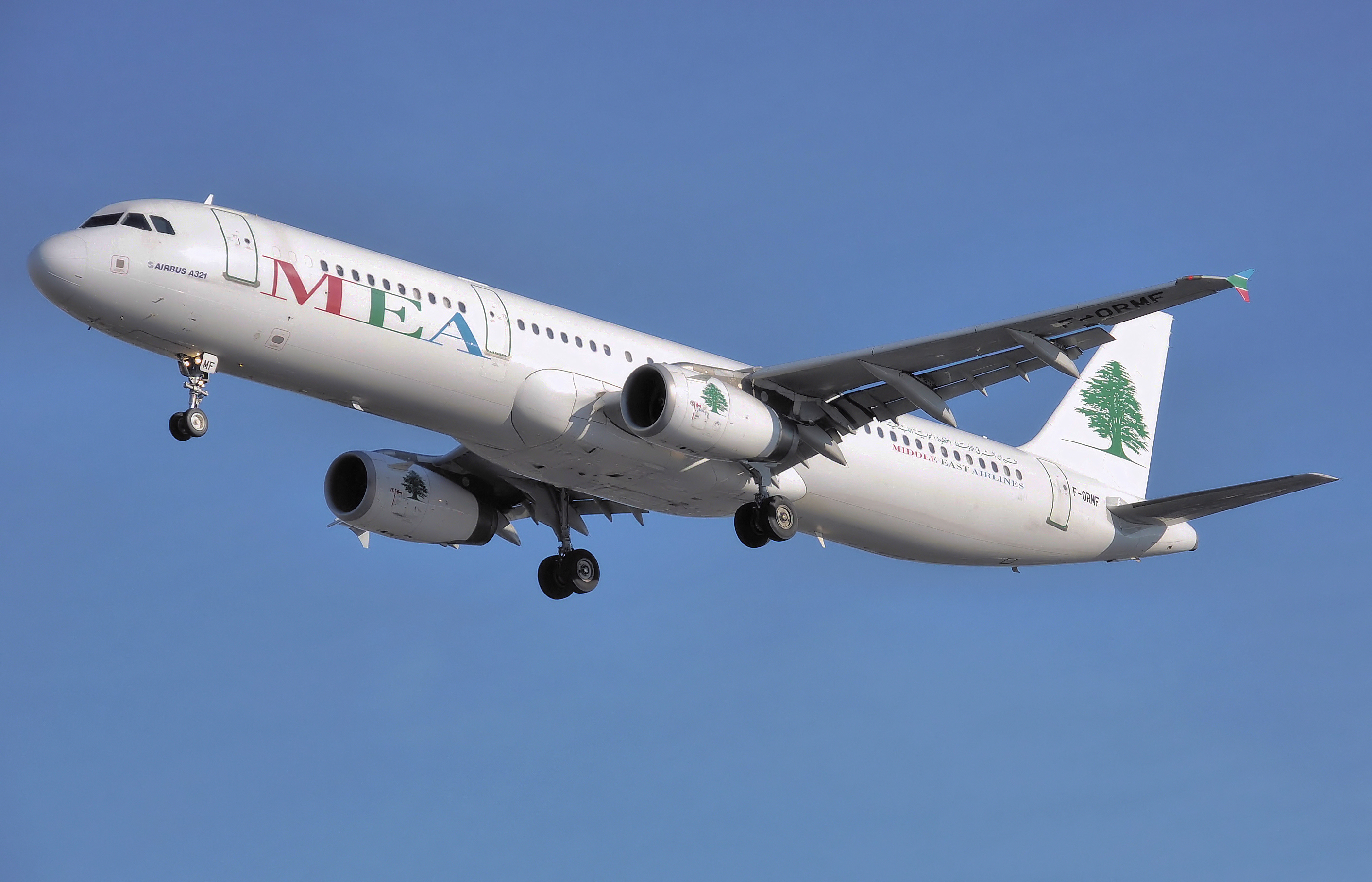
中東航空的空中巴士A321-200即將降落於倫敦希斯路機場

截至2015年5月，中東航空的機隊如下：
| 機型                | 數量 | 已訂購 | 選擇權 | 載客量        | 載客量        | 載客量        | 備註                                                                                 |  |
| 機型                | 數量 | 已訂購 | 選擇權 | J             | Y             | 總數          | 備註                                                                                 |  |
| ------------------- | ---- | ------ | ------ | ------------- | ------------- | ------------- | ------------------------------------------------------------------------------------ |  |
| 空中巴士A320-200    | 11   | —      | —      | 24            | 102           | 126           | 其中7部採用IAE V2500引擎 其中4部採用CFM-56引擎 其中1部披上天合聯盟塗裝及配備翼尖小翼 |  |
| 空中巴士A320neo     | —    | 5      | —      | 150 (2-class) | 150 (2-class) | 150 (2-class) | —                                                                                    |  |
| 空中巴士A321-200    | 2    | —      | —      | 31            | 118           | 149           | 自1997年以後第一間營運空中巴士A321的中東航空公司                                     |  |
| 空中巴士A321neo     | 1    | 4      | 8      | 185 (2-class) | 185 (2-class) | 185 (2-class) | T7-ME3為第1萬架A320系列飛機                                                          |  |
| 空中巴士A321neo XLR | —    | 4      | —      | 未定          | 未定          | 未定          |                                                                                      |  |
| 空中巴士A330-200    | 4    | 1      | 1      | 44            | 200           | 244           | —                                                                                    |  |
| 空中巴士A330-900    | —    | 4      | —      | 未定          | 未定          | 未定          | —                                                                                    |  |
| Embraer Legacy 500  | —    | 1      | 1      | 12            | 12            | 12            | —                                                                                    |  |
| 總數                | 17   | 15     | 10     |               |               |               |                                                                                      |  |

### 退役

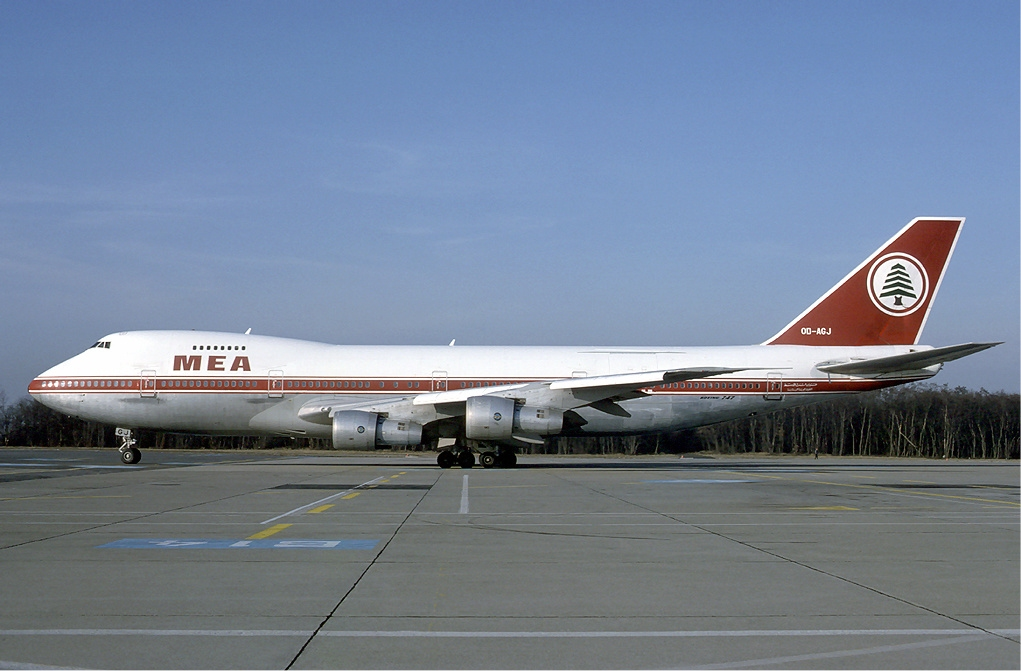
中東航空的波音747-200（1984年）

- 空中客车A300
- 空中客车A310
- 波音747
- 波音707-300
- 波音720